# Erda (Wagner)
Erda ist in Richard Wagners Tetralogie Der Ring des Nibelungen der Name einer Erdgöttin. Sie tritt in zwei Teilen der Tetralogie auf, in Das Rheingold und im Siegfried.
Richard Wagner schuf mit seiner Opernfigur „Erda“ eine Kunstfigur eigener Art. Als Quellen für sein Werk nannte er auf Befragung in einem Brief (1856):
- Nordische Götter- und Heldensagen
- Jacob Grimms „Deutsche Mythologie“ (1835)
- Die nordische Liedersammlung Edda

Den Namen „Erda“ entnahm er dem Kapitel „Göttinnen“ in Grimms „Deutscher Mythologie“. „Erda“ ist das althochdeutsche Wort für „Erde“. In der nordischen Mythologie lautet der Name der Erdgöttin Jörd.
Zur näheren Ausgestaltung seiner Erdgöttin im „Ring“ stellte er eine enge Verbindung zu den Nornen und Walküren aus den nordischen Götter- und Heldensagen her. Er machte seine Erda zur Mutter der drei Nornen und der Brünnhilde. Vater dieser Walküre ist für Wagner der nordische Hauptgott Odin („Wotan“). Die für Wagner wichtigen Details seiner Erda-Konzeption fand er in zwei Liedern der „Edda“.

## Balders Träume
Diesem Gedicht entnahm Wagner die Gestalt und den Namen einer Seherin, und das altnordische Wort Völva veränderte er lautlich zu „Wala“, dem zweiten Namen seiner Erdgöttin. Er bedeutet „Seherin“, „Allwissende“. Zugleich fand er hier auch neben anderen Details das Motiv der „Erweckung“ der Seherin. In der „Edda“ jedoch ist es die Erweckung einer toten Seherin, im „Ring“ wird es zur Erweckung der in Erdestiefen schlafenden Erdgöttin.

## Der Seherin Gesicht
Durch dieses zweite Gedicht wird für Wagner das Motiv der „Allwissenheit“ im Sinne von Voraus-Wissen besonders betont. Das zeigt die Übernahme der grundlegenden Aspekte von „Götterdämmerung“, „Weltende“ und „Zukunftshoffnung“ in der Gesamtkonzeption des „Ring des Nibelungen“.
Die Gestaltung der Kunstfigur „Erda“ ist – zusammengefasst gesagt – eine schöpferische Leistung Wagners, die man als geradezu „mythenbildend“ bezeichnen kann, weil es Wagner gelungen ist, aus mehreren unterschiedlichen Quellen eine unverwechselbare, einzigartige Gestalt zu schaffen, von der man annehmen könnte, sie fände sich so und nicht anders in der nordischen Mythologie.